# Л'єштяни
Л'єштяни (словац. Liešťany) — село, громада округу Пр'євідза, Тренчинський край. Кадастрова площа громади — 16.41 км².
Населення 1216 осіб (станом на 31 грудня 2020 року).

## Історія
Л'єштяни згадуються 1332 року.

## Населення
| Рік:            | 1994. | 2004.   | 2014.   | 2024.   |
| --------------- | ----- | ------- | ------- | ------- |
| Кількість осіб: | 1167  | 1248    | 1238    | 1169    |
| Різниця:        |       | +6,94 % | -0,80 % | -5,57 % |

| Рік:            | 2023. | 2024.   |
| --------------- | ----- | ------- |
| Кількість осіб: | 1167  | 1169    |
| Різниця:        |       | +0,17 % |